# Lolamicin
Lolamicin ist ein antibiotischer Wirkstoff, der gegen gramnegative Bakterien wirkt. Lolamicin wurde im Mai 2024 in der wissenschaftlichen Fachzeitschrift Nature  vorgestellt, nachdem die Substanz sich in mehr als 130 klinischen Isolaten gegen Bakterienstämme, die gegen mehrere Antibiotika resistent (Multiresistenz) waren, wirksam gezeigt hatte. Lolamicin sei ferner in der Behandlung von Mäusen mit akuter Pneumonie und Sepsis erfolgreich gewesen. Dabei wurde die Darmflora der Versuchstiere nicht beeinträchtigt, und es entwickelten sich auch keine Clostridium-difficile-Folgeinfektionen.

## Wirkungsweise
Lolamicin greift in den Lipoprotein-Transport der gramnegativen Bakterien ein.